# MOL (azienda)
La MOL - Magyar Olaj- és Gázipari Nyrt. (Compagnia ungherese del petrolio e del gas s.r.l.) è un'azienda ungherese operante nel settore petrolifero e del gas naturale fondata nel 1991. Sostituì la Országos Kőolaj- és Gázipari Tröszt (OKGT), azienda statale per olio e gas, fondata nel 1957.

## Storia

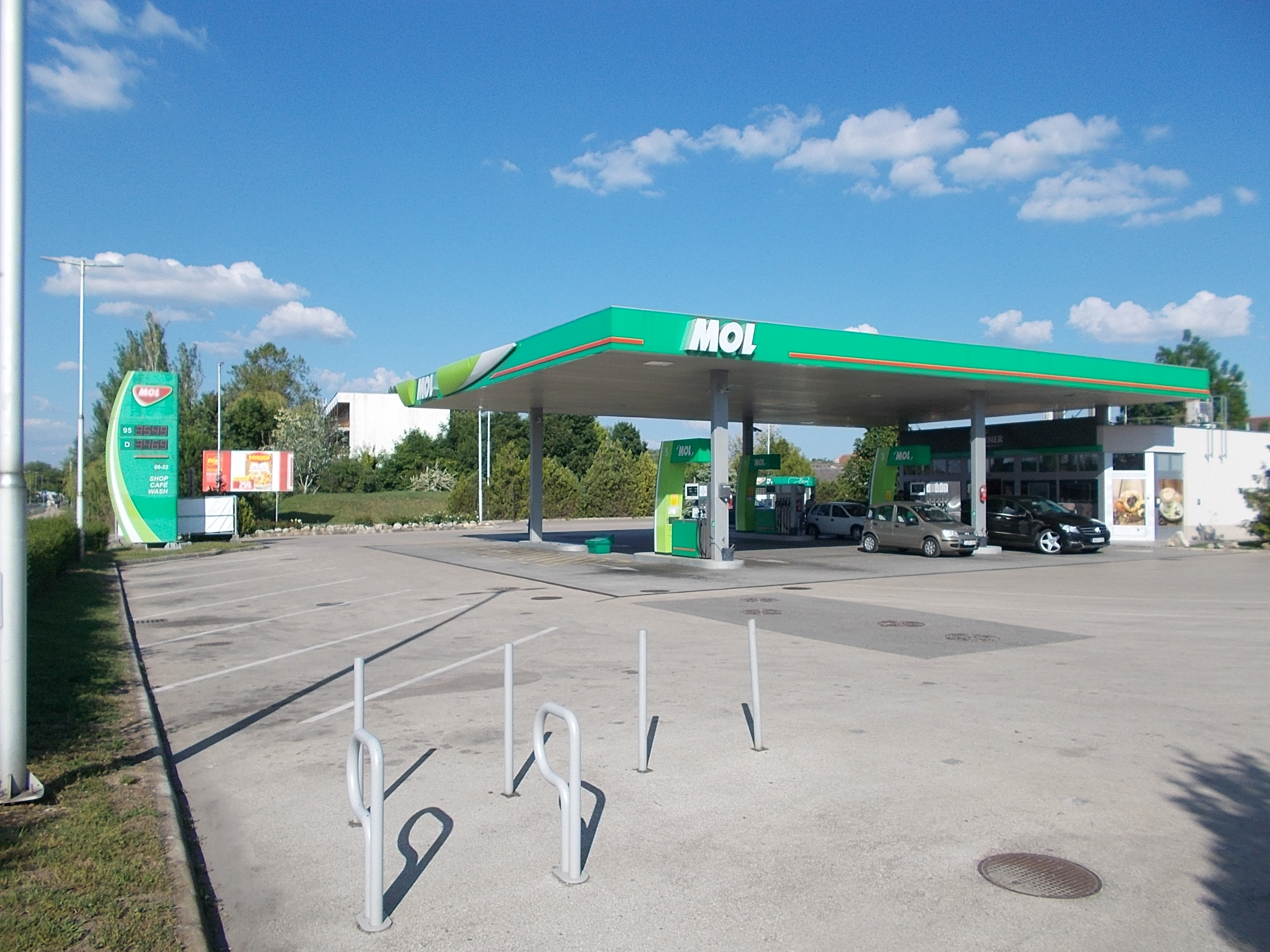
Una stazione di servizio a Gárdony, in Ungheria

Il 1º ottobre 1991, MOL fu costituita come successore legale della Országos Kőolaj- és Gázipari Tröszt (OKGT, in italiano Fondo nazionale per il petrolio greggio e il gas), istituita nel 1957, fondendo nove suoi ex membri. La OKGT, azienda energetica statale nell'Ungheria comunista, aveva fino a quella data il monopolio per la ricerca di giacimenti nel paese.
Nel 1995, l'effettiva integrazione delle società fu completata e le entità precedentemente separate iniziarono ad operare all'interno di un'unica organizzazione comune. MOL decise una strategia di privatizzazione, al fine di rispondere alle sfide del mercato internazionale, politiche e legali, che l'azienda stava affrontando dopo le turbolenze della fine dell'Unione Sovietica. Divenne così un pioniere nel consolidamento regionale dell'industria petrolifera e del gas.
Nel 1995, l'azienda si espanse per la prima volta oltre i confini nazionali, aprendo stazioni di servizio in Transilvania, in Romania. Negli anni successivi MOL acquistò il 36% di Slovnaft, la compagnia petrolifera nazionale slovacca (completamente acquisita nel 2004). La società divenne quindi così la prima compagnia petrolifera dell'Europa centrale a stabilire una partnership trans-frontaliera.
A seguito della fase di privatizzazione della compagnia petrolifera nazionale croata INA, nel 2002 MOL vinse la gara con un'offerta di 505 milioni di dollari, contro l'offerta di OMV di 420 milioni.
Tra il 2003 e il 2005, MOL acquisì acquisito tutte le stazioni di servizio Shell in Romania. Nel 2004, MOL entrò nel mercato austriaco acquistando un impianto di stoccaggio del carburante a Korneuburg e un anno dopo acquisì la catena di stazioni di servizio Roth. Nell'agosto 2007 MOL acquistò Italiana Energia e Servizi S.p.A. (IES), proprietaria della raffineria di Mantova e di una catena di 165 punti vendita in Italia. La IES, fondata nel 1946, operò fino al 2013 nella raffinazione del petrolio. Nel 2015 il sito di Mantova fu riconvertito a polo logistico. Nel 2017 una parte degli spazi rimasti vuoti dopo la fine delle attività di raffinazione fu utilizzata come sede di un progetto di uffici multifactory.
Nel 2016 il gruppo ungherese ha lanciato il piano industriale MOL 2030, che prevede una serie di investimenti a lungo termine, tra cui la costruzione di un polo integrato per la produzione di polioli polieteri.

## Controversie
In passato, MOL ha avuto varie vicissitudini legali: nel 2011 il chairman Zsolt Hernadi è stato accusato pubblicamente per aver pagato una tangente di circa 10 milioni di euro nell'acquisizione della società croata INA.